# Acrossocheilus xamensis
Acrossocheilus xamensis е вид лъчеперка от семейство Шаранови (Cyprinidae).

## Разпространение
Видът е разпространен в Лаос.

## Описание
На дължина достигат до 23,5 cm.